# Lucky Starr
Lucky Starr es el personaje principal de una serie de novelas de ciencia ficción escritas por Isaac Asimov, usando el seudónimo "Paul French", y orientadas básicamente a un sector de lectores juvenil.

## Fundamentación
En general las obras sobre Lucky Starr tienen un profundo mensaje de multiculturalidad y respeto a las diferentes formas de vida extraterrestre, si bien los argumentos son muy primarios. Igualmente, las obras estaban enfocadas a dar un conocimiento del Sistema Solar a los jóvenes lectores, situándose las aventuras de Lucky en los diferentes planetas, a los que el autor describía con la mayor precisión posible con los datos existentes en la época.

## Contenido
David Starr ("Lucky Starr") es un joven huérfano, criado por dos importantes personalidades del Consejo de Ciencias: Hector Conway y August Henree. Tras la muerte de los padres de Lucky Starr en el ataque de unos piratas a un asteroide, el joven se convierte en un agente especial por cuenta de este organismo. En sus diversas aventuras contará con la ayuda de un pequeño humano de Marte, llamado irónicamente John Bigman Jones.

## Novelas
1. Lucky Starr. El ranger del espacio (David Starr, Space Ranger) (1952)
2. Lucky Starr. Los piratas de los asteroides (Lucky Starr and the Pirates of the Asteroids) (1953)
3. Lucky Starr. Los océanos de Venus (Lucky Starr and the Oceans of Venus) (1954)
Lucky Starr y su amigo John Bigman Jones llegan a Venus por encargo del Consejo de Ciencias de la Tierra para investigar la desaparición de uno de sus miembros, que había sido destinado al asentamiento humano en ese planeta: el interior de una burbuja instalada en el fondo del océano.
De esta historia, se editó una versión de Fernando Fernández en historieta, Lucky Starr, los océanos de Venus (1989)
4. Lucky Starr. El gran sol de Mercurio (Lucky Starr and the Big Sun of Mercury) (1956)
5. Lucky Starr. Las lunas de Júpiter (Lucky Starr and the Moons of Jupiter) (1957)
6. Lucky Starr. Los anillos de Saturno (Lucky Starr and the Rings of Saturn) (1958)